# Пакс на монетах Древнего Рима

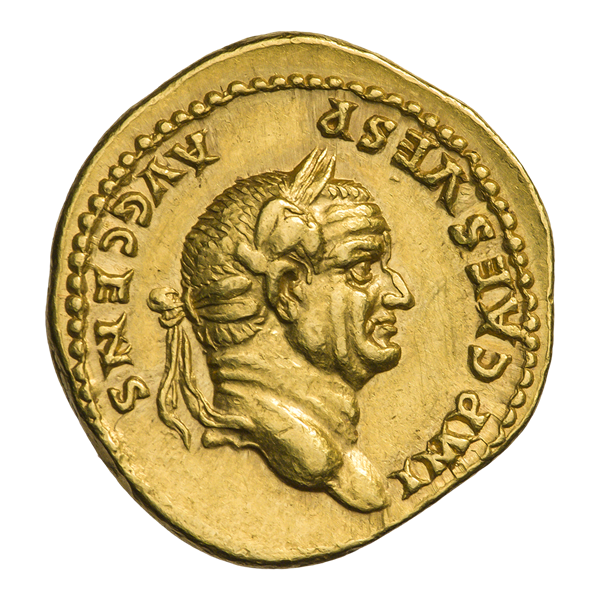
Ауреус Веспасиан ок. 73 г. (аверс). Голова Веспасиана в лавровом венке

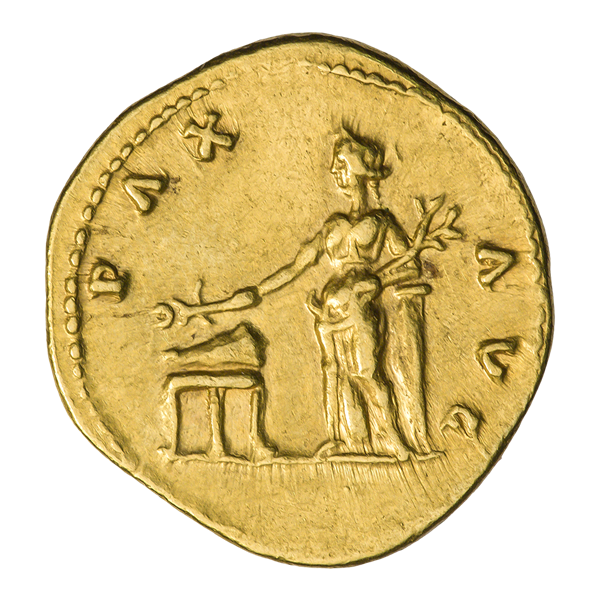
Ауреус Веспасиан ок. 73 г. (реверс). Надпись PAX AVG. Пакс (персонификация мира) стоит, влево, опираясь на колонну.

Пакс на монетах Древнего Рима — божество, изображение которого римляне чеканили на своих монетах. Согласно римской мифологии, Пакс отвечает за поддержанием мира.

## История
Главной задачей божества Пакс, согласно верованиям древних римлян, было поддержание мира в государстве. Известно про изображение божества Пакс на реверсе денария с головой слона. У историков есть предположение, что такое расположение изображения богини мира может быть связано с основанием храма в честь богини Юноны на месте Карфагена. Это событие состоялось в честь окончательного установления мира, после периода, на протяжении которого длились африканские войны. Обычно, на монетах Римской империи Пакс изображалась на реверсе монет, одним из ее атрибутов была оливковая ветвь, колосья, рог изобилия.

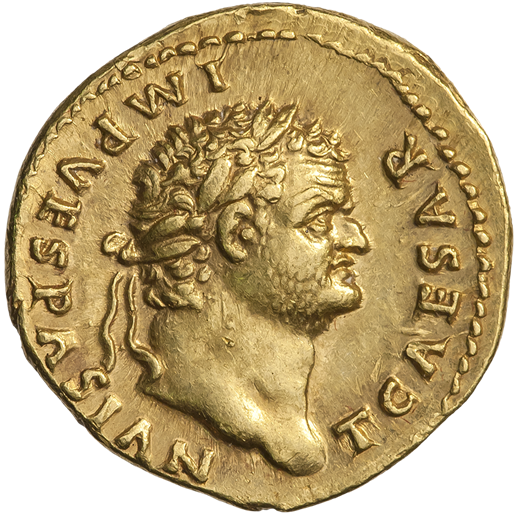
Тит, цезарь (69—79). Чеканка Тита в правление Веспасиана. Ауреус. Ок. 75 г. Рим. Аверс. Надпись T CAESAR IMP VESPASIAN. Голова Тита в лавровом венке
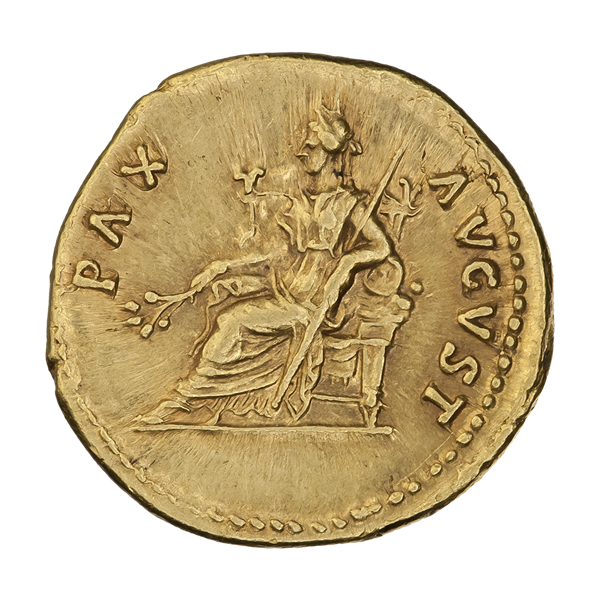
Тит, цезарь (69—79). Чеканка Тита в правление Веспасиана. Ауреус. Ок. 75 г. Рим. Реверс. Надпись PAX AVGVST. Пакс сидит на троне. В руках оливковая ветвь и скипетр. Точечный ободок.
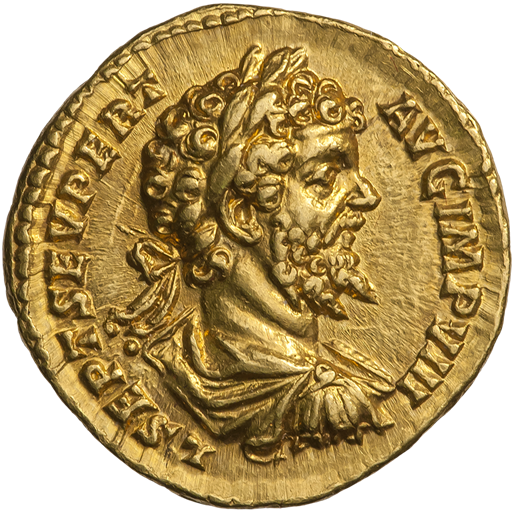
Септимий Север (193—211). Ауреус. Ок. 196—197 гг. Рим или Лаодикея. Аверс. Надпись L SEPT SEV PERT AVG IMP VIII. Бюст Септимия Севера в панцире и плаще, вправо; на голове лавровый венок[4].
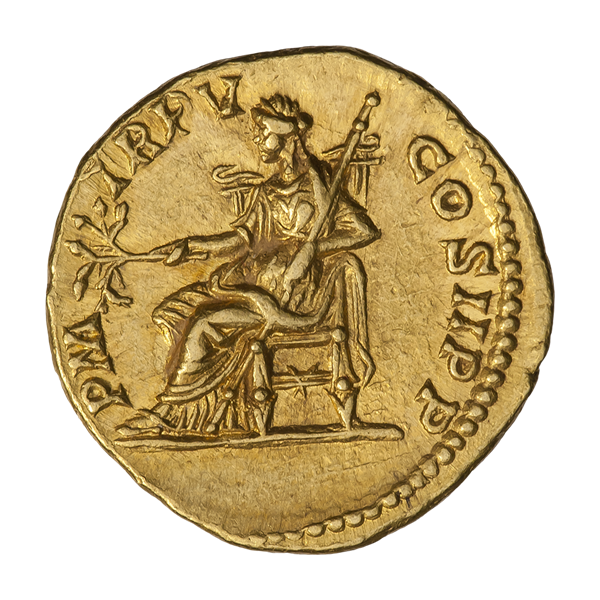
Септимий Север (193—211). Ауреус. Ок. 196—197 гг. Рим или Лаодикея. Реверс. Надпись P M TR P V COS II P P. Пакс (персонификация мира) сидит на троне, влево; в руках оливковая ветвь и скипетр
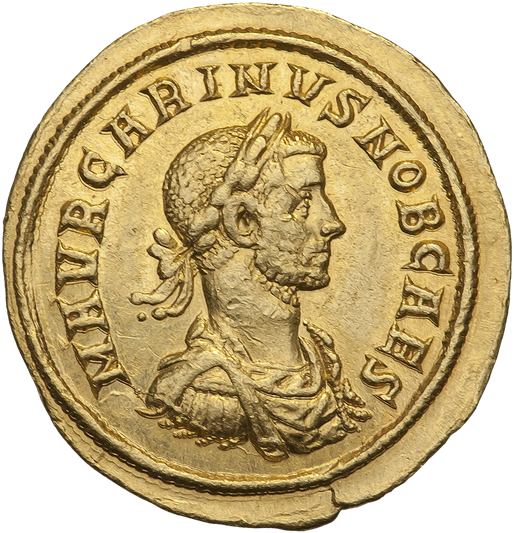
Ауреус. Карин. Ок. 282 г. (аверс). Погрудный портрет Карина I в панцире и плаще, вправо; на голове лавровой венок[5].
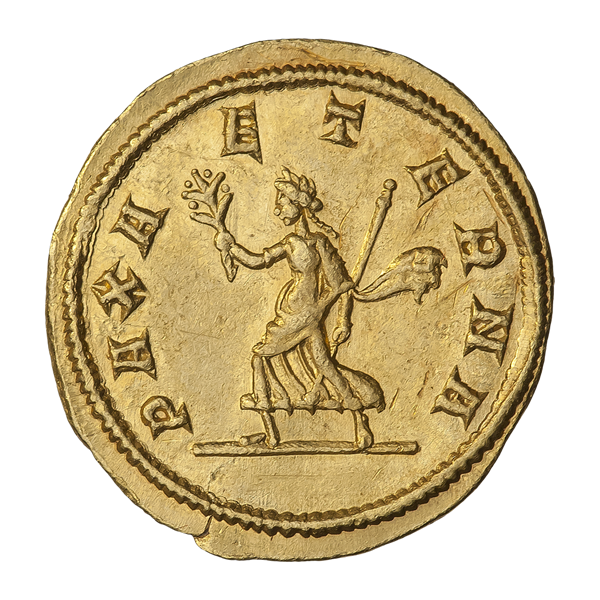
Ауреус. Карин. Ок. 282 г. (реверс). Пакс (персонификация мира) шагающая влево; в руках оливковая ветвь и скипетр.

Пакс изображается на медном антониниане Караузия. На лицевой стороне монеты изображен бюст Караузия, на голову которого надета лучевая корона. Он одет в доспехи. Профиль развернут в правую сторону. На реверсе изображение Пакс с оливковой ветвью и скипетром. Легенда: «PAX AVG».
Изображение божества Пакс часто присутствует на монетах Августа как в доактийский период, так и после его завершения. Видимо, это отражает необходимость мира и спокойствия в государстве. Монеты с Пакс чеканились и у Домициана.